# Þvertungufjall
Þvertungufjall är en kulle i republiken Island. Den ligger i regionen Norðurland eystra, 300 km nordost om huvudstaden Reykjavík. Toppen på Þvertungufjall är 489 meter över havet.
Trakten runt Þvertungufjall är nära nog obefolkad, med mindre än två invånare per kvadratkilometer. Det finns inga samhällen i närheten. Trakten runt Þvertungufjall består i huvudsak av gräsmarker.